# Procès du maréchal Ney
Le procès du maréchal Ney est un procès intenté au maréchal Michel Ney, le « Brave des braves », accusé de haute trahison après son ralliement à l'empereur Napoléon Ier durant la période dite des Cent-Jours. Le procès a lieu du 9 novembre au 6 décembre 1815 au palais du Luxembourg et se conclut par l'exécution du maréchal Ney le 7 décembre.
Certains pensent qu'il n'aurait pas été fusillé et qu'il se serait enfui en Amérique, sous le nom de Peter Stuart Ney, où il meurt en 1846. Un drapeau français est planté près de sa tombe.

## Contexte

### Trahison
Le 1er mars 1815, Napoléon Ier revient de l'île d'Elbe pour reprendre le pouvoir en France. Le maréchal Ney propose au roi Louis XVIII de lui ramener Napoléon « dans une cage de fer ». Au lieu de ça, il se rallie à l'Empereur. Il reste à ses côtés jusqu'à la bataille de Waterloo qui met un terme au Premier Empire et permet la Seconde Restauration des Bourbons.

### Arrestation
Au nouveau retour de Louis XVIII sur le trône français, le maréchal Ney est détesté de tous les partis, sauf des républicains qui sont alors trop minoritaires.
Louis XVIII demande à Fouché, ministre de la Police, de lui donner la liste des officiers accusés de trahison pour avoir rejoint Napoléon durant les Cent-Jours, avant le 20 mars 1815, date à laquelle le roi a quitté la capitale. L'ordonnance du 24 juillet 1815, qui établit dans son premier article la liste des personnes devant être arrêtées et jugées, comporte, comme premier nom, celui de Ney.
Joseph Fouché aurait donné à Ney deux passeports pour fuir en Suisse ou aux États-Unis. Mais le maréchal Ney reste en France, chez une cousine de sa femme.
Il est arrêté au château de Bessonies, dans le Lot. On retrouve sur lui des lettres de Joseph-Xavier de Pontalba, un cousin par alliance dont le fils Célestin avait été aide de camp du maréchal. Datées de juillet 1815, elles comportaient des indications pour que Ney puisse venir s'installer chez des amis en Louisiane en passant par Bordeaux ou la Suisse.
Le maréchal arrive à Paris sous escorte le 19 août. Il est aussitôt incarcéré à la Conciergerie. Il est ensuite transféré à la prison du Luxembourg. En chemin, le général Exelmans lui propose de le délivrer et de l'escorter où il le souhaite, mais il refuse.

## Déroulement

### Préparatifs
Le conseil de guerre qui doit juger le maréchal Ney, comprend d'autres maréchaux de France, et la présidence en revient de droit à leur doyen, le maréchal Moncey, duc de Conegliano. Celui-ci se récuse dans une lettre adressée au roi, refusant de siéger au procès. Mécontent, le roi destitue Moncey le 29 août par ordonnance royale. Il lui inflige également trois mois d'arrêt à la forteresse de Ham. Le maréchal Jourdan, également membre du conseil de guerre, est alors désigné pour le présider. Ney est défendu par Berryer père et André Dupin.

### Séances des 9 et 10 novembre
Les procès-verbaux des séances du Conseil de guerre commencent le 9 novembre. Le maréchal Ney y exprime son souhait de ne pas être jugé par ses anciens camarades, dont il craint la rancune à la suite d'incidents passés. Ney, élevé à la pairie par Louis XVIII, peut donc exiger d'être jugé par la Chambre des pairs, pourtant majoritairement composée de royalistes convaincus. Ainsi, devant le parterre de maréchaux et de généraux qui composent le conseil de guerre, l'accusé répond à l'interrogatoire d'identité et déclare récuser la compétence du tribunal. Pair de France au moment où se sont déroulés les faits dont il est accusé, il demande, en se fondant sur les articles 33 et 34 de la Charte, son renvoi devant la Chambre des pairs. Le conseil se retire et par 5 voix (dont celle de Jourdan) contre 2 se prononce pour l'incompétence le 10 novembre, et le lendemain, le roi décrète que l'affaire sera portée devant la Chambre des pairs.

### Séances des 11, 13, 21, 23 novembre, 4, 5 et 6 décembre

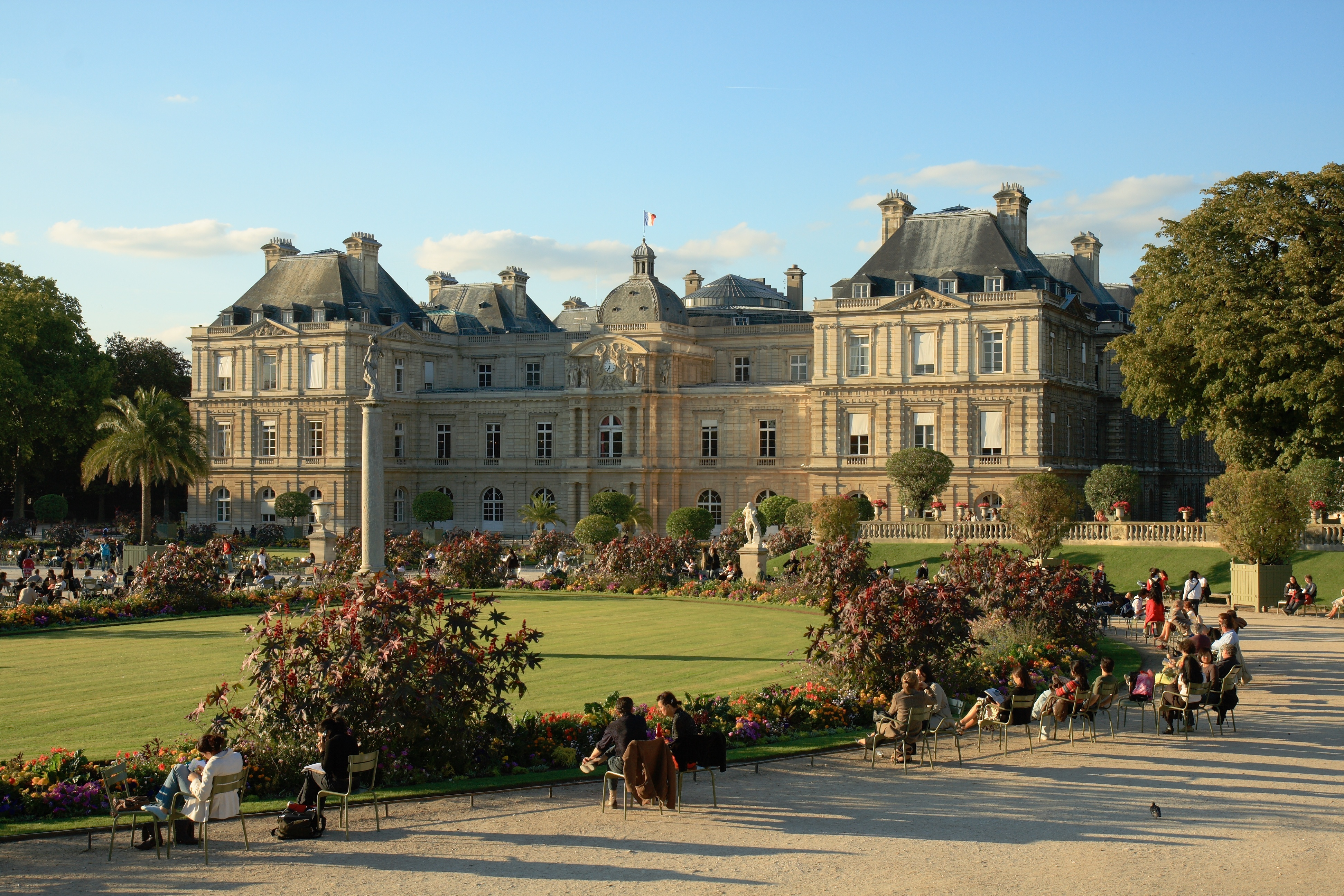
Le palais du Luxembourg, où se déroule le procès.

La Chambre des pairs juge donc le maréchal Ney. Plusieurs éminents personnages se font dispenser, dont Talleyrand, qui dit ne pas vouloir participer à un tel crime. Le débat est à sens unique, la Chambre des pairs étant à forte majorité monarchiste. La chambre arrête tout d'abord que l'on poserait quatre questions : trois sur les faits, et une sur la peine. Le marquis d'Aligre souhaite que le vote se fasse en même temps sur le délit et la peine, mais la Chambre ne le suit pas. Par contre, le comte de Nicolay propose que le vote pour la peine se déroule en deux temps, et n'est considéré comme définitif qu'après un second appel nominal, durant lequel les votants pour la peine la plus lourde auraient la possibilité de voter une peine moins sévère. La Chambre accepte cette condition.
La défense aborde peu la discussion des faits, et fait porter son effort sur un moyen de droit. Le maréchal Davout avait signé avec les Alliés le 3 juillet une convention à Paris, dont l'article 12 spécifiait qu'aucune poursuite ne pourrait être exercée contre les officiers et soldats pour leur conduite pendant les Cent-Jours. Condamner le maréchal Ney revenait à violer cette convention, ce que confirme en personne Davout. La Chambre des pairs décide pourtant d'interdire à la défense de développer ce moyen, car « il aurait dû être plaidé avant tout débat sur le fond ». D'autre part, les avocats de Ney remettent en cause la légalité de la procédure, au motif que la Chambre des pairs n'est pas légalement une juridiction pénale. Après que ce vide a été comblé, les débats reprennent le 4 décembre.
Un ultime rebondissement survient le 6 décembre. La ville de naissance de Ney, Sarrelouis, vient de devenir prussienne depuis le traité de Paris du 20 novembre. Dupin déclare donc que Ney ne peut être jugé, car il est maintenant Prussien. Néanmoins, le maréchal Ney se lève, interrompt son avocat, et s'écrie : « Je suis Français et je resterai Français ! »
Le procureur Bellart, lui, parle de préméditation, centrant son discours sur la nuit du 13 au 14 mars 1815 : le 13, Ney ordonne au général Mermet de se rendre à Besançon pour prendre au nom du roi le commandement de l'armée qui s'y trouve, et de contrer l'armée impériale. Le 14, Ney lui donne un ordre similaire, sauf qu'il doit prendre le commandement au nom de l'empereur et rallier l'armée qui s'avance. Mermet refuse et est remplacé.
Trois questions de fait sont donc d'abord posées aux 161 membres de la chambre :
1. « Le maréchal Ney a-t-il reçu des émissaires dans la nuit du 13 au 14 mars ? » : l’appel nominal donne les résultats suivants : 111 voix pour, 47 contre, les autres s'abstenant[1]. Le comte Lanjuinais, le comte de Nicolay et le marquis d'Aligre, seuls à s'abstenir, protestent qu'ils ne peuvent juger en conscience, attendu qu'on avait refusé à l'accusé le droit de se faire entendre sur la convention de Paris[3] ;
2. « Le maréchal Ney a-t-il lu, le 14 mars, une proclamation invitant les troupes à la défection ? » : trois pairs, ceux qui venaient de protester, votent contre, et 158 votent pour ;
3. « Le maréchal Ney a-t-il commis un attentat contre la sûreté de l'État ? » : le vote donne 157 voix pour, 3 voix pour avec atténuation et 1 voix contre. Lanjuinais a répondu « oui » mais en ajoutant « couvert par la capitulation de Paris » ; d'Aligre et de Richebourg « oui » mais en faisant appel à la générosité de la Chambre. Le vote négatif est celui du duc de Broglie, le plus jeune des pairs de France qui déclare : « Je ne vois dans les faits justement reprochés au maréchal Ney ni préméditation ni dessein de trahir. Il est parti très sincèrement résolu de rester fidèle. Il a persisté jusqu'au dernier moment. »

Deux jours plus tard, les pairs de France rendent leur verdict, et déclarent donc Ney coupable d'avoir attenté à la sûreté de l'État, à la quasi-unanimité. La dernière question porte alors sur la peine à appliquer. Lanjuinais, soutenu par le marquis de Maleville, le comte Lemercier, Lenoir-Laroche et par le comte Cholet, tente de faire adopter la peine de déportation que dix-sept pairs votèrent (parmi eux, le duc de Broglie). Cinq pairs, le comte de Nicolay, le marquis d'Aligre, le comte de Brigode, le vicomte de Sainte-Suzanne et le duc de Choiseul-Stainville, tout en s'abstenant, proposent de recommander le maréchal à la clémence du roi.
Finalement, 139 voix, réduites à 128, à cause d'avis semblables entre parents, réclament la peine de mort. Parmi ceux qui ont voté la mort, 5 maréchaux d'Empire : Sérurier, Kellermann, Pérignon, Victor et Marmont, ainsi que le vice-amiral Ganteaume ; le vicomte de Chateaubriand, le comte Ferrand surnommé « le Marat blanc » et le comte Lynch, nommé par Napoléon maire de Bordeaux, comte de l'Empire et chevalier de la Légion d'honneur, qui va jusqu'à réclamer la guillotine, votent également la mort,. Par contre le maréchal Davout est venu témoigner en sa faveur, et le maréchal Gouvion-Saint-Cyr a voté la déportation.
En outre, non content d'avoir obtenu la condamnation du maréchal, Bellart requiert qu'il soit rayé des cadres de la Légion d'honneur.
La sentence est rendue à onze heures et demie du soir. Les pairs appliquent la règle du conseil de guerre et la lisent en l'absence de l'accusé.
Les défenseurs ayant compris que tout espoir est perdu n'assistent pas à la lecture de l'arrêt et se rendent dans la cellule qu'occupe depuis deux jours le maréchal, au palais du Luxembourg. Après leur départ, il se met à rédiger ses dernières dispositions et dort tout habillé.

## L'affaire Peter Stuart Ney
Un Américain du nom de Peter Stuart Ney, mort le 15 novembre 1846 en Caroline du Nord dans le Sud des États-Unis, a prétendu être le maréchal Ney. On ne sait rien de ses origines exactes, sauf qu'il était français et âgé d’une cinquantaine d'années lorsqu'il s'est manifesté en 1819 dans le village de Cheraw en Caroline du Sud pour se proposer à un poste d’instituteur. Engagé, il y enseigne le français, l’allemand, le latin, le grec et les mathématiques. Il prétend avoir été militaire et ne cache pas ses sympathies pour Napoléon. Ses prénoms pourraient avoir été inspirés par ses parents : Pierre (Peter) étant le prénom de son père et Stuart pouvant être inspiré par les origines écossaises évoquées par sa mère. On relate qu’il s’évanouit en apprenant la mort de Napoléon le 5 mai 1821. Transporté chez lui, il tente de se suicider. Sous le coup de l’émotion, il se serait exclamé : « Oh… Napoléon est mort. C’est mon dernier espoir qui s’en va… ». Pascal Cazottes fait état de nombreuses coïncidences et anecdotes qui confortent la similitude entre Peter et le maréchal : comportement militaire, excellent cavalier et escrimeur, blessure identique à l’épaule, etc. S’y ajoutent des expertises graphologiques dont plusieurs concluent à la similitude des écritures de Peter et du maréchal, en particulier leur tendance à remplacer les points sur les i par des accents graves.
Sur son lit de mort, Peter Ney se serait exclamé : « By all that is holy, I am Marshal Ney of France ! » (Par tout ce qui est saint, je suis le maréchal Ney de France !).
La tombe de Peter Stuart Ney, dans le cimetière de Third Creek Church, arbore sous un petit drapeau français l’inscription suivante :
| Texte original | Traduction Française |
| --- | --- |
| IN MEMORY OF PETER STEWART NEY AN NATIVE OF FRANCE AND SOLDIER OF THE FRENCH REVOLUTION UNDER NAPOLEON BONAPARTE WHO DEPARTED THIS LIFE NOVEMBER 15(th) 1846 AGED 77 YEARS | À la mémoire de Pierre Stuart Ney originaire de France et soldat de la Révolution française sous Napoléon Bonaparte qui a quitté cette vie le 15 novembre 1846 âgé de 77 ans. |

Dès 1895, James Augustus Weston (1838-1905) a rédigé un ouvrage intitulé (en) Historic Doubts as to the Execution of Marshal Ney (« Doutes historiques quant à l'exécution du maréchal Ney »), thème repris depuis par des chercheurs contemporains dont Michel Dansel. Selon eux, Ney aurait pu bénéficier de complicités maçonniques haut-placées pour que son exécution soit simulée et qu’il puisse s’exiler discrètement en Amérique, pays pour lequel Fouché lui avait établi un passeport après la défaite de Waterloo. Plusieurs témoignages semblent confirmer cette simulation et cette fuite. À l’appui de cette thèse se trouve le témoignage du fossoyeur du cimetière du Père-Lachaise nommé Dumesnil, qui aurait constaté en 1903, au moment du transfert de la dépouille du maréchal Ney dans son monument funéraire actuel, que le cercueil en sapin dans lequel il avait été enterré en 1815 était vide.
Si cette éventualité d'une seconde vie en Amérique, faisant suite à un simulacre d'exécution, peut paraître possible, elle n’est toutefois pas reconnue par la plupart des historiens car elle ne s'appuie sur aucune preuve irréfutable.